# Ágata Lys
Ágata Lys, née Margarita García San Segundo le 3 décembre 1953 à Valladolid et morte le 12 novembre 2021 à Benalmádena (Malaga), est une actrice et mannequin espagnole.

## Biographie
Considérée comme la Marilyn Monroe espagnole[Par qui ?], elle a joué dans divers films de série B dans son pays, jouant beaucoup de son physique. En Italie, elle participe à quelques films dont Quatre Zizis dans la marine (Pasqualino Cammarata... capitano di fregata).

## Filmographie sélective
- 1971 : Au nom du père, du fils et du colt... (In nome del padre, del figlio e della Colt), de Mario Bianchi : Tony
- 1972 : Le Couteau de glace (Il coltello di ghiaccio), d'Umberto Lenzi (non créditée)
- 1973 : Quatre Zizis dans la marine (Pasqualino Cammarata... capitano di fregata), de Mario Amendola : Novella Ferraris
- 1974 : ...e così divennero i 3 supermen del West, d'Italo Martinenghi
- 1978 : Trauma, de León Klimovsky : Veronica
- 1984 : Les Saints innocents de Mario Camus : Doña Pura
- 1996 : Familia, de Fernando León de Aranoa : Sole
- 1996 : Taxi de noche de Carlos Saura : Reme
- 2003 : Haz conmigo lo que quieras, de Ramón de España : Pastora